# Volchov (stad)

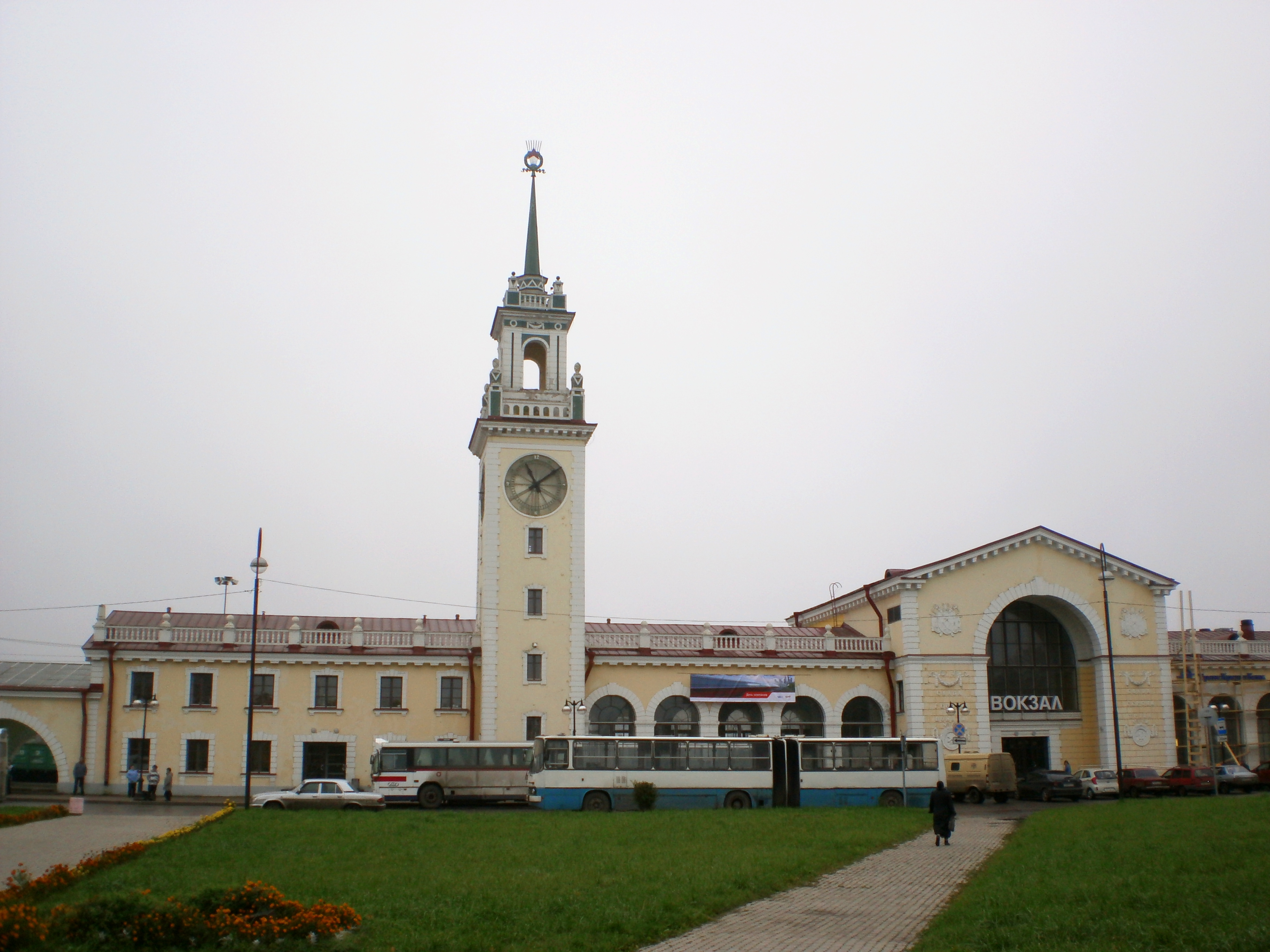
Volkhov

Volchov (Russisch: Волхов) is een Russische stad in de oblast Leningrad. Het is gelegen aan de gelijknamige rivier ten zuiden van het Ladogameer, op ongeveer 120 kilometer ten oosten van Sint-Petersburg. Er wonen ongeveer 46.000 mensen (telling 2002). Het is tevens de grootste plaats en bestuurlijk centrum van het gelijknamige gemeentelijke district.
Toen de spoorlijn Sint-Petersburg - Vologda aangelegd werd, ontstond in 1904, op het punt waar die lijn samenvalt met de lijn Sint-Petersburg - Moermansk, de nederzetting Zvanka. Hier kwam een station. In 1918 werd een paar kilometer verderop begonnen met de bouw van een waterkrachtcentrale, die gereedkwam in 1926. Dit was de eerste in de Sovjet-Unie en diende enerzijds om de inwoners van het toenmalige Leningrad van stroom te voorzien, anderzijds om de verdere loop van de rivier met zijn talrijke stroomversnellingen begaanbaar te maken. In 1932 werd in de buurt een aluminimumraffinaderij geopend, eveneens de eerste van de Sovjet-Unie.
Het gebied met de drie nederzettingen werd, samen met andere buurtschappen, in 1933 tot de stad Volkhovstroy gepromoveerd, met bijbehorende stadsrechten. In 1940 kreeg de stad zijn huidige naam. Om de naam Volkhovstroy voor de vergetelheid te behoeden besloot men om het treinstation zo te blijven noemen (strikt genomen gaat het om twee stations, namelijk Volkhovstroy 1 en Volkhovstroy 2).
In de Tweede Wereldoorlog was het gebied toneel van veel gevechten, aangezien de noordelijke Duitse opmars in de Oblast Leningrad in 1941 tot een halt werd geroepen. In 1941 werd in de nabijheid van Volchov een deel van het Rode leger door de Duitsers omsingeld en vervolgens uitgehongerd. In 1942/43 gebeurde precies het tegenovergestelde.

## Geboren in Volchov
- Boris Markarov (1935-2023), waterpolospeler

Bestuurlijk centrum: Sint-Petersburg (geen onderdeel van de oblast)

Steden: Boksitogorsk · Gatsjina · Ivangorod · Kamennogorsk · Kingisepp · Kirisji · Kirovsk · Kommoenar · Ljoeban · Lodejnoje Pole · Loega · Nikolskoje · Novaja Ladoga · Otradnoje · Pikaljovo · Podporozje · Primorsk · Priozersk · Sertolovo · Sjasstroj · Sjlisselburg · Slantsy · Sosnovy Bor · Svetogorsk · Tichvin · Tosno · Volchov · Volosovo · Vsevolozjsk · Vyborg · Vysotsk

Stedelijke districten: Sosnovy Bor

Gemeentelijke districten: Boksitogorski · Gatsjinski · Kingiseppski · Kirisjski · Kirovski · Lodejnopolski · Loezjski · Lomonosovski · Podporozjski · Priozerski · Slantsevski · Tichvinski · Tosnenski · Volchovski · Volosovski · Vsevolozjski · Vyborgski